# Ледовских, Александр Иванович
Александр Иванович Ледовских (род. 20 июля 1961, Ленинград) — советский хоккеист, защитник.

## Биография
Воспитанник ленинградского «Динамо». В первенстве СССР дебютировал в сезоне 1979/80 в фарм-клубе ленинградского СКА, команде второй лиги ВИФК. Следующие три сезона отыграл за СКА, два сезона провёл за фарм-клуб — «Звезда» Оленегорск. В сезоне 1985/86 сыграл 5 матчей за СКА, затем играл за «Звезду» Ленинград, «Ижорец» (1987/88 — 1989/90) и финский клуб «ТуТо».
Бронзовый призёр молодёжного чемпионата мира 1981.